# جعفري شبشي (حسيني)
جعفري شبشي (بالفارسية: جعفری شبیشی) هي منطقة سكنية تقع في إيران في قسم حسيني الريفي. يقدر عدد سكانها بـ 171 نسمة بحسب إحصاء 2016.